# Bianchi (empresa)
F.I.V. Edoardo Bianchi S.p.A., sovint coneguda simplement com a Bianchi, és l'empresa fabricant de bicicletes activa més antiga del món, havent estat pionera en l'ús de rodes de la mateixa mida amb pneumàtics de goma. L'empresa va ser fundada a Milà el 1885 i, a més de bicicletes, va produir motocicletes des del 1897 fins al 1967. El 1955 Bianchi va crear, juntament amb Fiat i Pirelli, l'empresa conjunta Autobianchi per a la fabricació d'automòbils; més tard, el 1969, Autobianchi va ser venuda a Fiat.
Al llarg de la seva etapa moderna, Bianchi ha estat molt lligada als guanyadors del Giro d'Itàlia i del Tour de França italians Fausto Coppi, Marco Pantani i Felice Gimondi.

## Bicicletes Bianchi

### Història

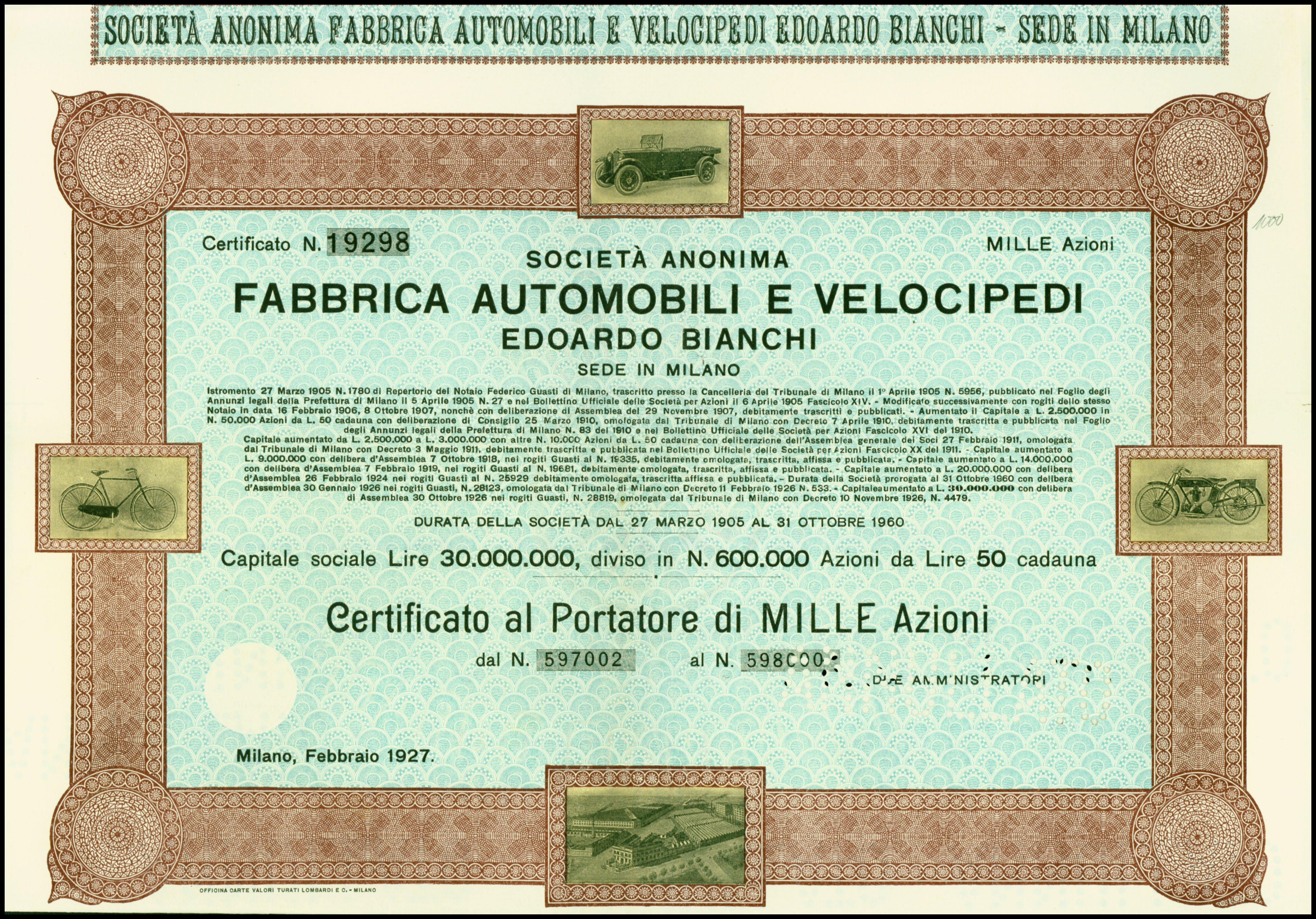
Acció de la Fabbrica Automobili e Velocipedi Edoardo Bianchi de febrer de 1927, inèdita

Edoardo Bianchi, un fabricant d'instruments mèdics de 21 anys, va iniciar el seu negoci de fabricació de bicicletes en una petita botiga al número 7 de la Via Nirone, a Milà, l'any 1885. Bianchi va ser pioner en l'ús de fre de pinça a la roda anterior. Una de les seves primeres aportacions va consistir a fer més petita la roda del davant i emprar la cadena inventada pel francès Vincent per a reduir l'alçada dels pedals. En fer-ho, va crear una bicicleta segura i moderna. En comparació amb les seves predecessores, era molt més fàcil de conduir perquè era més fàcil d'equilibrar. Bianchi va continuar millorant la bicicleta i en va desenvolupar un model amb rodes de gairebé la mateixa mida.
El 1888, Bianchi va fabricar la primera bicicleta amb pneumàtics Dunlop. Aquell any, l'italià s'havia traslladat a una botiga més gran a la Via Bertani. Poc després va entaular relació amb John Boyd Dunlop i Giovanni Battista Pirelli, per mitjà dels quals va poder introduir els primers pneumàtics de bicicleta. El 1890 va caldre un següent trasllat a unes instal·lacions més grans a la Via Borghetto, on l'empresa va començar la producció en sèrie. El 1895, Bianchi va construir la primera bicicleta de dona per a la reina Margarida. Al mateix temps, va començar a fer córrer les seves bicicletes en esdeveniments esportius per tal de provar-hi nous desenvolupaments tècnics.
El 1897 es van començar a fer proves en una bicicleta amb motor auxiliar: se li va muntar un motor integrat De Dion-Bouton davant del manillar de manera que accionés la roda anterior. El 1899 van aparèixer altres novetats: un tricicle a motor a l'estil del De Dion Bouton, un quadricicle i el primer cotxe real. A causa de l'augment de les xifres de vendes, especialment de bicicletes, el 1900 es va iniciar la construcció d'una nova planta a la Via Nino Bixio, que es va ocupar el 1902.
Des del maig de 1997, l'empresa forma part del Grup Cycleurope, propietat de l'empresa sueca Grimaldi Industri AB.
El juliol del 2017, Bianchi i Ferrari van anunciar una associació per a produir una nova línia de models "de gamma alta". La primera bicicleta fruit d'aquesta col·laboració va ser la SF01.

### Línies de producció

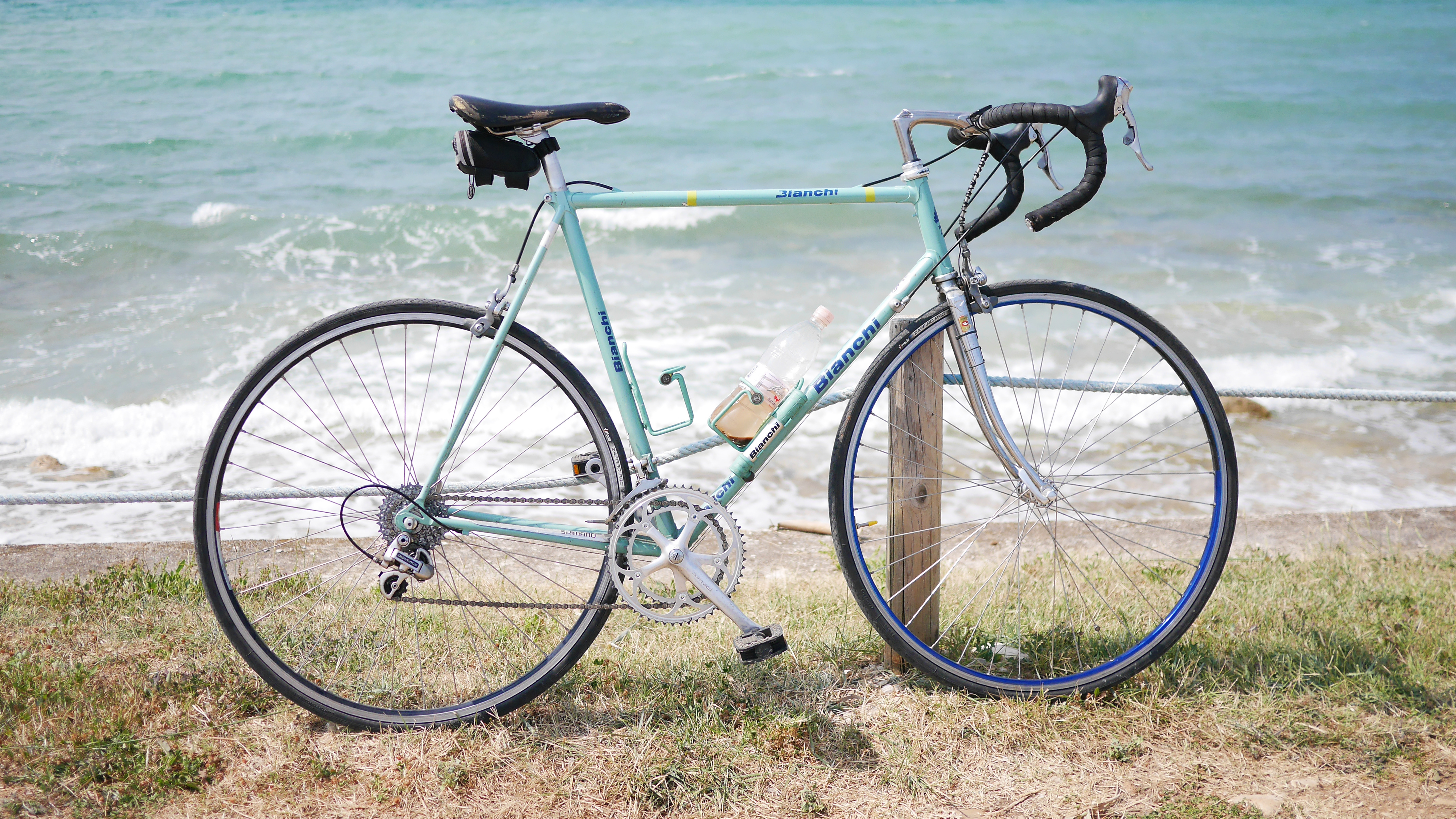
Una Bianchi de finals de la dècada del 1980

#### Models del 2017
Font:
| Competició Specialissima Oltre XR4 Oltre XR3 Oltre XR1 Sempre Freccia Celeste Oltre XR2 | Endurance Infinito Intenso Intrepida Vertigo Impulso Via Nirone 7 Triatló i contrarellotge Aquila Aria Pico Alu | Ciclocròs Zolder Zurigo All-road Allroad Vigorelli Volpe Lupo Strada Vintage Eroica |

Notes
1. ↑  Aquests models també es fabriquen amb una geometria específica per a dones amb el nom de Dama Bianca ("Dona de blanc"), una referència a l'amant del campió de Bianchi Fausto Coppi, Giulia Occhini.
2. ↑  Fabricades amb una configuració i materials habituals a finals del segle xx.

## Patrocini

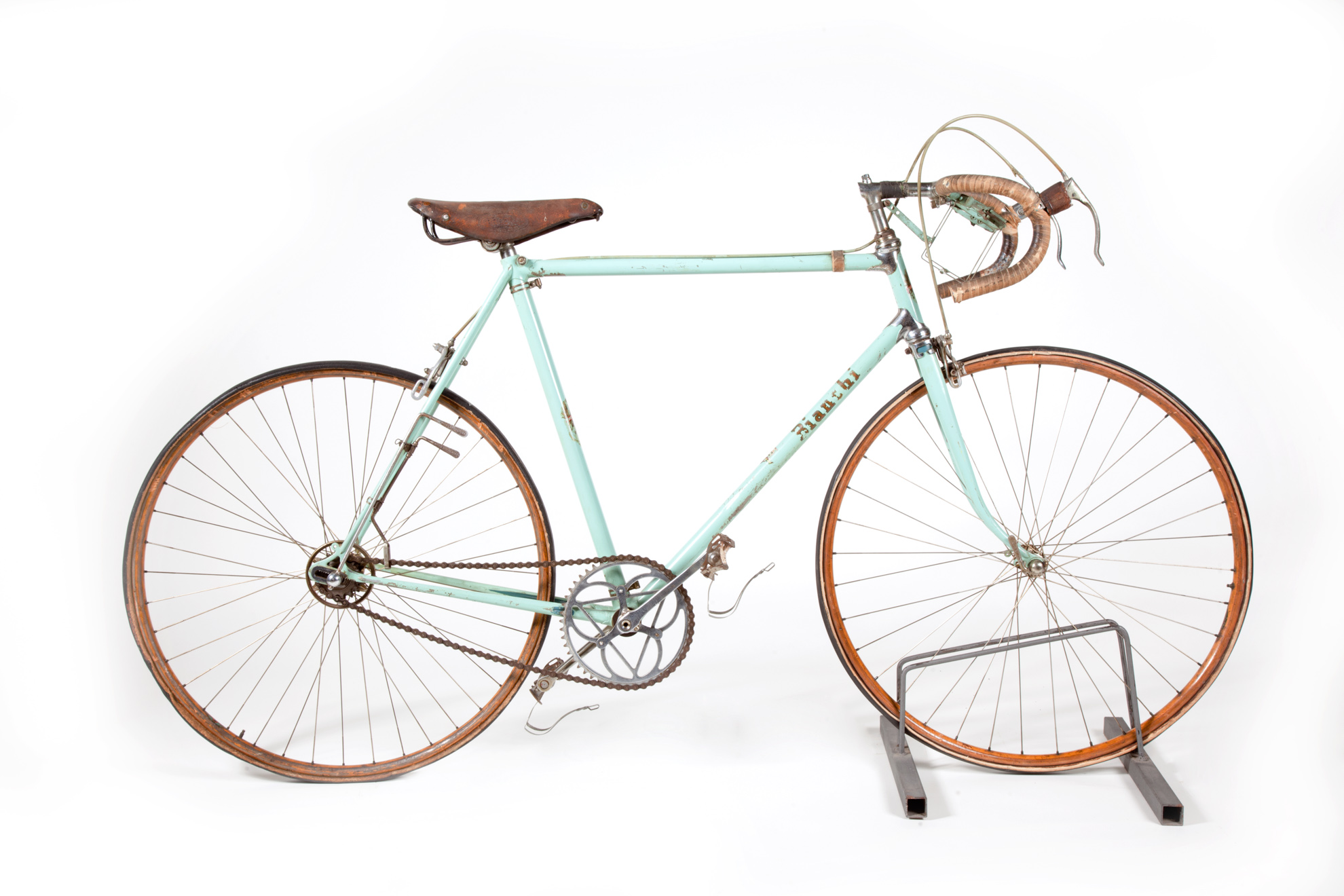
La Bianchi de Fausto Coppi (1950-1952) al Museo nazionale della scienza e della tecnologia Leonardo da Vinci de Milà

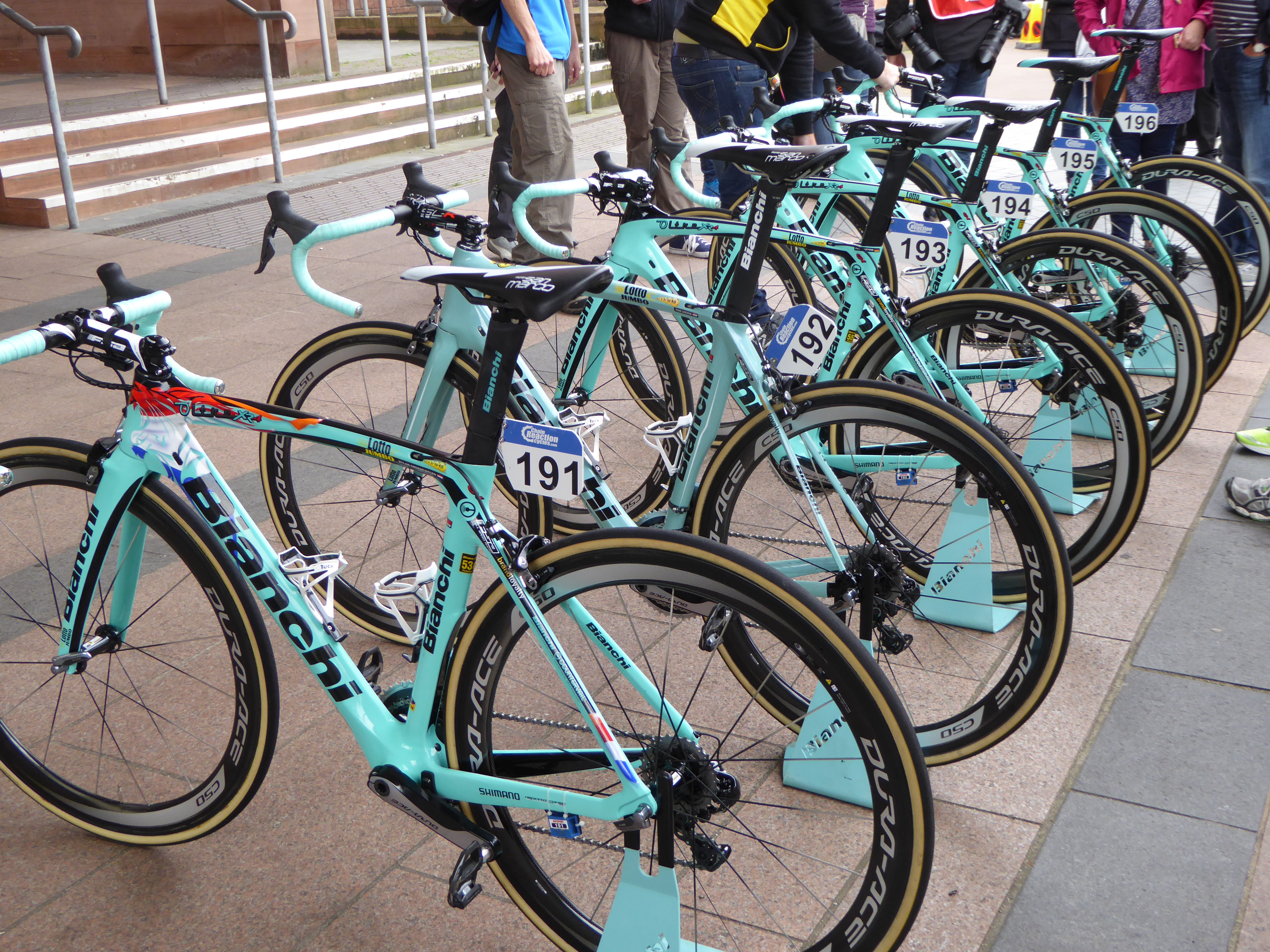
Bicicletes Bianchi de l'equip LottoNL–Jumbo a la Volta a la Gran Bretanya 2016

La reputació de Bianchi dins l'esport del ciclisme va començar quan l'empresa va patrocinar Gian Ferdinando Tomaselli, el guanyador del Gran Premi de París de 1899. Quinze anys més tard, Bianchi fabricava 45.000 bicicletes, 1.500 motocicletes i 1.000 cotxes a l'any. El 1935, l'empresa va patrocinar Costante Girardengo, una de les primeres estrelles italianes del ciclisme en carretera, i les seves vendes de bicicletes van pujar a 70.000 a l'any.
El 1950, Fausto Coppi va guanyar la París-Roubaix amb una Bianchi equipada amb allò que més tard es va anomenar "desviador Campagnolo París-Roubaix", per a encabir el qual les bicicletes Bianchi van dur unes obertures especials al quadre fins al 1954. Coppi va guanyar la cursa amb dos minuts i mig d'avantatge amb una bicicleta equipada amb frens Universal, manillar i potència d'acer Bianchi, cadena Regina i pinyó lliure de quatre velocitats. També duia llandes Nisi, cubs Campagnolo i pneumàtics Pirelli. Es va posar a la venda només en 57 i 59 cm, més petita que la bicicleta que va fer servir Coppi. Després de la victòria de Coppi al campionat del món de 1953 en va aparèixer una variant coneguda com a Campione Del Mondo.
Ciclistes de diferents èpoques han corregut amb Bianchi, entre ells Felice Gimondi, qui el 2003 continuava amb la seva associació amb la marca. Altres de més recents són Danilo Di Luca, Mario Cipollini, Gianni Bugno, Laurent Fignon, Marco Pantani, Moreno Argentin i Jan Ullrich. Fins al 2007, Bianchi va ser copatrocinador de l'equip de l'UCI ProTour Cannondale Pro Cycling Team. De 1959 a 1964 i de 1967 a 1972, la marca no va patrocinar cap equip.
De cara a la temporada de 2012 es va anunciar que Bianchi havia signat un acord de dos anys per a copatrocinar i subministrar bicicletes als equips de l'UCI ProTeam Vacansoleil-DCM i Drone Hopper-Androni Giocattoli. Aquests patrocinis van continuar el 2013 i el 2014, tot i que el Vacansoleil–DCM va desaparèixer. Bianchi va tornar a subministrar bicicletes a Drone Hopper–Androni Giocattoli un any més, juntament amb el nou Belkin Pro Cycling. El 2015, aquest darrer va esdevenir el LottoNL–Jumbo i fou l'únic equip UCI Pro Continental de carretera patrocinat per Bianchi.
El ciclista més exigent de la marca va ser possiblement Pantani. Sara Mercante, responsable de recerca i desenvolupament de Bianchi, va declarar: «Pantani tenia idees molt concretes sobre allò què volia. Tenia 30 quadres nostres diferents a l'any, amb diferents angles i pesos en cadascun. Canviava de bicicleta després de cada jornada. Vaig anar a conèixer-lo durant el Giro d'Itàlia i el Tour i vaig comentar millores amb ell. Em va demanar que la geometria canviés, per exemple, mig grau, només per a assegurar-se que la bicicleta fos absolutament perfecta. Volia diferents angles per a diferents curses. Ens demanà que ajustéssim la longitud del tub superior en un mil·límetre o mig grau. Pantani era força obsessiu.»
Actualment, Bianchi està dirigida pel CEO Bob Ippolito, qui abans d'entrar a l'empresa era el vicepresident executiu i director general de Pacific Cycle, amb seu a Madison (Wisconsin).

## Color
Les bicicletes Bianchi han estat pintades tradicionalment de color blau cel, una mena de turquesa conegut com a "Verd Bianchi" (i de vegades, incorrectament "Tiffany Blue", un color de marca registrada). Algunes versions contradictòries diuen que el blau cel és el color del cel de Milà, o bé el color dels ulls d'una antiga reina d'Itàlia per a qui Edoardo Bianchi va fer una bicicleta (l'àguila coronada del logotip de l'empresa és una adaptació de l'antic escut reial), o que era simplement una mescla de pintura militar excedent. La tonalitat ha anat canviant amb el pas dels anys, de vegades més blava i d'altres, més verda.

## Bianchi USA
Bianchi USA és la divisió de Bianchi als Estats Units i té la seu a Hayward (Califòrnia). Supervisa la producció de bicicletes construïdes a Taiwan i a Itàlia per al mercat mundial.

## Vehicles de motor
Bianchi també va participar en curses de motociclisme, on un dels seus primers pilots va ser Tazio Nuvolari, a qui Ferdinand Porsche va anomenar «el millor pilot del passat, del present i del futur».
L'empresa va començar a fabricar camions a la dècada del 1930 i va subministrar-ne a l'exèrcit italià durant la Segona Guerra Mundial. Això va portar al cessament de la producció poc després de la finalització del conflicte, ja que la fàbrica havia estat fortament bombardejada.
Bianchi va continuar amb la producció de motocicletes, especialment la Bianchina de 125 cc i l'Aquilotto, un motor auxiliar per a bicicletes convencionals. L'empresa va contractar Lino Tonti com a enginyer d'investigació el 1959. Bianchi va produir màquines de competició de 250cc, 350cc i 500cc i va participar en Grans Premis el 1960. La firma va produir també un model per a l'exèrcit italià i un escúter civil, l'Orsetto 80. Piaggio va comprar la divisió de motocicletes de Bianchi el 1967.
El 1955, Bianchi va crear una marca d'automòbils, Autobianchi, en col·laboració amb Pirelli i Fiat. Tots tres van produir només uns pocs models, gairebé exclusivament cotxes petits; el més gran va ser l'Autobianchi A111, de curta durada. Tradicionalment, els vehicles Autobianchi costaven més que els models equivalents de Fiat.
Fiat va utilitzar Autobianchi per a provar nous conceptes de producció com ara la fibra de vidre i la tracció anterior. Finalment, Fiat va comprar Autobianchi i la va integrar amb Lancia. Autobianchi ja no es va produir a partir de 1995, quan, a tot arreu tret d'Itàlia, el seu model Y10 va ser rebatejat com a Lancia.